# Cruseilles
Cruseilles és un municipi francès situat al departament de l'Alta Savoia i a la regió d'Alvèrnia-Roine-Alps. L'any 2007 tenia 3.615 habitants.

## Demografia

### Població
El 2007 la població de fet de Cruseilles era de 3.615 persones. Hi havia 1.434 famílies de les quals 435 eren unipersonals (170 homes vivint sols i 265 dones vivint soles), 363 parelles sense fills, 482 parelles amb fills i 154 famílies monoparentals amb fills.
La població ha evolucionat segons el següent gràfic:
Habitants censats

### Habitatges
El 2007 hi havia 1.668 habitatges, 1.462 eren l'habitatge principal de la família, 102 eren segones residències i 105 estaven desocupats. 995 eren cases i 662 eren apartaments. Dels 1.462 habitatges principals, 959 estaven ocupats pels seus propietaris, 462 estaven llogats i ocupats pels llogaters i 40 estaven cedits a títol gratuït; 42 tenien una cambra, 181 en tenien dues, 244 en tenien tres, 339 en tenien quatre i 656 en tenien cinc o més. 1.169 habitatges disposaven pel capbaix d'una plaça de pàrquing. A 643 habitatges hi havia un automòbil i a 714 n'hi havia dos o més.

### Piràmide de població
La piràmide de població per edats i sexe el 2009 era:
| Homes | Edats   | Dones |
| ----- | ------- | ----- |
| 0     | 95 o +  | 0     |
| 4     | 90 a 94 | 8     |
| 4     | 85 a 89 | 48    |
| 32    | 80 a 84 | 24    |
| 52    | 75 a 79 | 56    |
| 40    | 70 a 74 | 48    |
| 52    | 65 a 69 | 68    |
| 44    | 60 a 64 | 56    |
| 76    | 55 a 59 | 56    |
| 132   | 50 a 54 | 140   |
| 88    | 45 a 49 | 64    |
| 160   | 40 a 44 | 168   |
| 148   | 35 a 39 | 144   |
| 96    | 30 a 34 | 120   |
| 140   | 25 a 29 | 140   |
| 80    | 20 a 24 | 64    |
| 132   | 15 a 19 | 72    |
| 96    | 10 a 14 | 152   |
| 120   | 5 a 9   | 132   |
| 112   | 0 a 4   | 76    |

## Economia
El 2007 la població en edat de treballar era de 2.431 persones, 1.930 eren actives i 501 eren inactives. De les 1.930 persones actives 1.835 estaven ocupades (993 homes i 842 dones) i 95 estaven aturades (44 homes i 51 dones). De les 501 persones inactives 140 estaven jubilades, 211 estaven estudiant i 150 estaven classificades com a «altres inactius».

### Ingressos
El 2009 a Cruseilles hi havia 1.438 unitats fiscals que integraven 3.450,5 persones, la mediana anual d'ingressos fiscals per persona era de 24.750 €.

### Activitats econòmiques
Dels 216 establiments que hi havia el 2007, 3 eren d'empreses extractives, 3 d'empreses alimentàries, 1 d'una empresa de fabricació de material elèctric, 4 d'empreses de fabricació d'altres productes industrials, 35 d'empreses de construcció, 44 d'empreses de comerç i reparació d'automòbils, 7 d'empreses de transport, 20 d'empreses d'hostatgeria i restauració, 1 d'una empresa d'informació i comunicació, 12 d'empreses financeres, 12 d'empreses immobiliàries, 18 d'empreses de serveis, 38 d'entitats de l'administració pública i 18 d'empreses classificades com a «altres activitats de serveis».
Dels 71 establiments de servei als particulars que hi havia el 2009, 1 era una oficina d'administració d'Hisenda pública, 1 gendarmeria, 1 oficina de correu, 5 oficines bancàries, 2 funeràries, 3 tallers de reparació d'automòbils i de material agrícola, 2 autoescoles, 5 paletes, 4 guixaires pintors, 5 fusteries, 7 lampisteries, 7 electricistes, 6 perruqueries, 2 veterinaris, 13 restaurants, 4 agències immobiliàries, 1 tintoreria i 2 salons de bellesa.
Dels 13 establiments comercials que hi havia el 2009, 1 era un hipermercat, 2 fleques, 1 una fleca, 1 una peixateria, 3 botigues de roba, 1 una botiga d'equipament de la llar, 1 una botiga de mobles i 3 floristeries.
L'any 2000 a Cruseilles hi havia 31 explotacions agrícoles que ocupaven un total de 1.474 hectàrees.

## Equipaments sanitaris i escolars
Els 2 equipaments sanitaris que hi havia el 2009 eren farmàcies.
El 2009 hi havia 1 escola maternal i 2 escoles elementals. Cruseilles disposava d'un col·legi d'educació secundària amb 580 alumnes.

## Poblacions més properes
El següent diagrama mostra les poblacions més properes.